# Ovintiv
Ovintiv, anciennement Encana, (TSX : ECA, NYSE : ECA) est une entreprise canadienne de gaz naturel. 
Son nom était la contraction de « energy », « Canada » et « Alberta ».

## Histoire
Elle est le résultat de la fusion, en 2002, de PanCanadian Energy et de Alberta Energy. En 2009, elle s'est scindée, pour laisser à Cenovus tout le domaine du pétrole, ne gardant pour elle que la production de gaz naturel. 
En 2003 et en 2004, elle est l'entreprise canadienne ayant dégagé le plus de bénéfices.
En septembre 2014, Encana annonce l'acquisition de l'entreprise américaine Athlon pour 5,93 milliards de dollars.
En novembre 2018, Encana annonce l'acquisition de Newfield Exploration pour 5,5 milliards de dollars.
En octobre 2019 Encana annonce son intention d’établir son siège social aux États-Unis et de changer son nom pour devenir Ovintiv.
En novembre 2024, Ovintiv annonce l'acquisition d'activités pétrolières de Paramount Resources, pour 2,38 milliards de dollars.

## Activité
Encana opère différentes installations en Alberta, au nord-est de la Colombie-Britannique, dans les montagnes Rocheuses américaines et en Nouvelle-Écosse.
Elle possède des bureaux au Tchad, en France et au Groenland.
Dans le Sud-Ouest de la France, par un permis de prospection accordé par l'État, deux forages de recherche de gaz de schiste ont été opérés par Encana en 2007 durant un an à Franquevielle et 4 mois à Mérigon. Les gisements ont été estimés insuffisants pour une exploitation ultérieure. 
Ces forages prospectifs, autorisés discrètement par l'État français et avec une faible information des populations locales, contribueront à la vive controverse sur ce type d'énergie fossile et ses modes d'extraction. La loi Jacob du 13 juillet 2011 interdira l'exploration et l'exploitation des mines hydrocarbures liquides ou gazeux par fracturation hydraulique.

## Principaux actionnaires
Au 19 mars 2020.
| Causeway Capital Management    | 12,5% |
| Dodge & Cox                    | 11,9% |
| Wellington Management          | 7,73% |
| Letko, Brosseau & Associates   | 3,91% |
| Royal Bank of Canada           | 3,25% |
| The Vanguard Group             | 2,96% |
| Davis Selected Advisers        | 2,92% |
| T. Rowe Price Associates -im-  | 2,69% |
| Fidelity Management & Research | 2,06% |
| Invesco Advisers               | 2,03% |

## Critiques
Encana a été critiquée par des propriétaires de terrain et des écologistes, en particulier à propos de la zone protégée du sud de Calgary où la compagnie a proposé de forer plusieurs centaines de puits de gaz naturel. Dans le nord de la Colombie-Britannique, où les gazoducs d'Encana ont subi six explosions, les médias ont indiqué que l'installation pouvait avoir été détruite par des autochtones furieux,. Les opérations de fracturation hydraulique d'Encana aux États-Unis ont aussi fait l'objet d'une partie du documentaire de 2010, Gasland, qui considère que la fracturation hydraulique entraîne une pollution de l'eau, du sol et de l'air. La technologie du fracking utilisées à faible profondeur ou avec des précautions insuffisantes est accusée d'avoir gravement contaminé des puits privés, provoqué d'importantes fuites de gaz vers l'atmosphère et causé un accident grave chez un particulier (explosion d'une accumulation de gaz issu d'un puits, ayant causé 3 brûlés).

## Sources
1. ↑  https://www.zonebourse.com/OVINTIV-INC-1409827/fondamentaux/
2. ↑  (en) Energy Giant merger 2002
3. ↑  Encana to buy Athlon for $5.93 billion in push for oil, Scott Haggett et Euan Rocha, Reuters, 29 septembre 2014
4. ↑  Nishara Karuvalli Pathikkal et Laharee Chatterjee, « Canada's Encana widens North America reach with $5.5 billion Newfield deal », sur Reuters, 1er novembre 2018
5. ↑  Zone Économie- ICI.Radio-Canada.ca, « Encana déménage aux États-Unis et change de nom », sur Radio-Canada.ca (consulté le 22 février 2020)
6. ↑  Srivastava Vallari, « Ovintiv to buy oil-rich assets in Canada's Montney shale for $2.38 billion », sur Reuters, 14 novembre 2024
7. ↑  (en) Encana - New Ventures
8. ↑  Zone Bourse, « OVINTIV  : Actionnaires Dirigeants et Profil Société », sur www.zonebourse.com (consulté le 19 mars 2020)
9. ↑  CBC, Aug 29. 2006, EnCana unveils smaller Deep Panuke project
10. ↑  CBC, July 2, 2009, Latest EnCana pipeline explosion was deliberate: RCMP
11. ↑  Jessica Ernst talking about fracking , Conférence faite par J Ernst (consultante en environnement pour l'industrie gazière et pétrolière depuis 30 ans aux États-Unis et au Canada. (sur You Tube)